# Edda Seidl-Reiter
Edda Seidl-Reiter (* 9. Juni 1940 in Wien; † 27. August 2022) war eine österreichische Textilkünstlerin und Malerin, sowie Mitbegründerin der Intakt (Internationale Aktionsgemeinschaft bildender Künstlerinnen).

## Leben
Edda Seidl-Reiter besuchte die Wiener Textilfachschule in der Spengergasse und diplomierte 1962 an der Akademie für Angewandte Kunst Wien. 1959 heiratete sie den Bildhauer Erwin Reiter, gemeinsam haben sie zwei Töchter (Beate und Rondine). 1967/68 studierte sie Kunst an der Slade in London. Edda Seidl-Reiter ist das Künstlerdasein, insbesondere das der Frauen, ein großes Anliegen. Darum war sie auch Mitbegründerin der Intakt, der Aktionsgemeinschaft Bildender Künstlerinnen, die laut Eigendefinition Raum und Rahmen für Präsentationen künstlerischer Arbeiten von Frauen bietet. Weiters ist sie Mitbegründerin der Schulgalerie OÖ und des Vereins Kunst Julbach. Mit der Wahl von Julbach als Nebenwohnsitz musste sie sich mit der Sprache des Mühlviertels beschäftigen, und sie begann Julbacher Ausdrücke zu sammeln, die sie später im „Juiwegga Dudn“ veröffentlichte. Edda Seidl-Reiter lebt und arbeitet in Wien und Oberösterreich.

## Werk

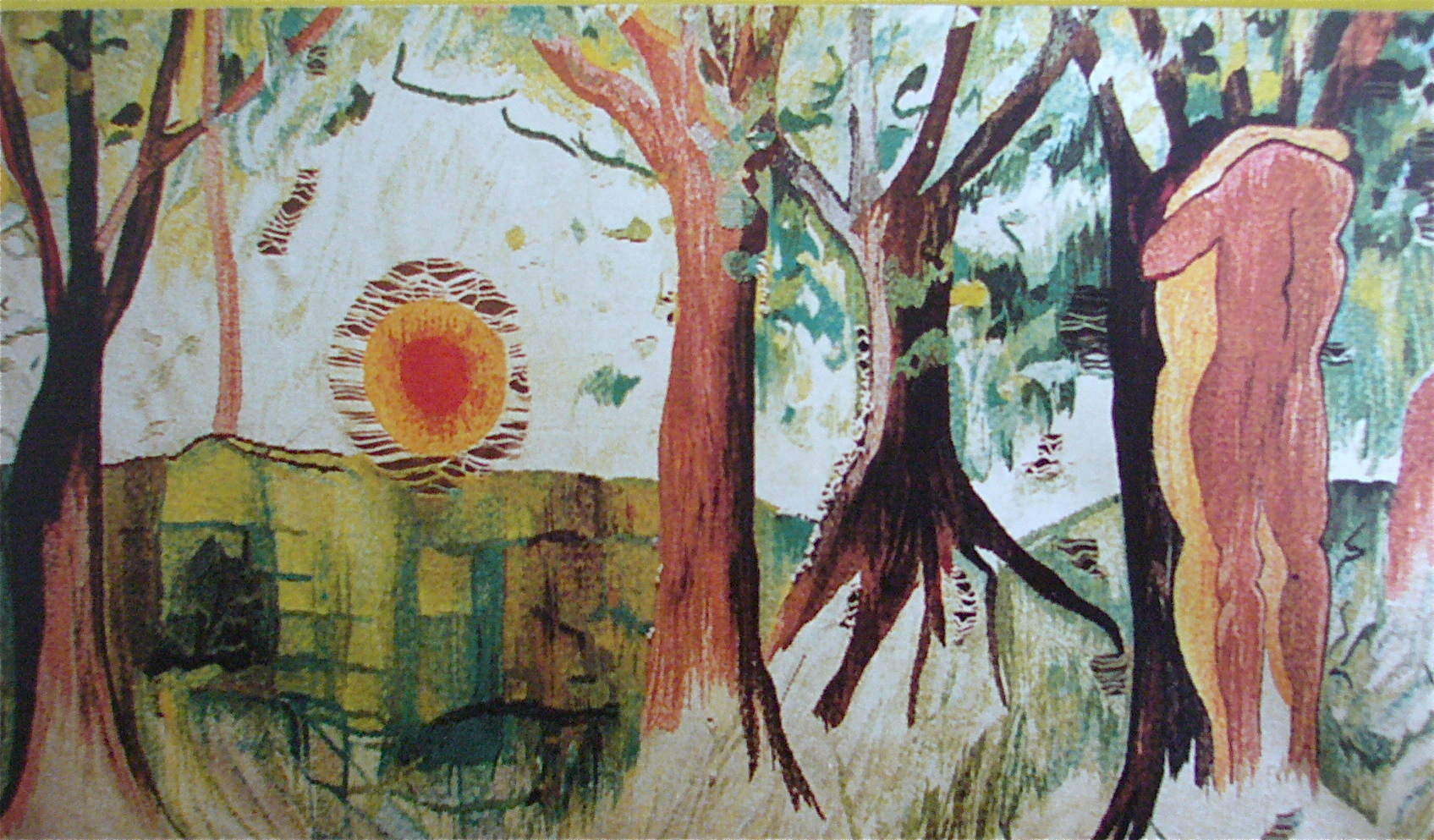
Edda Seidl-Reiters Hochzeitsteppich am Julbacher Standesamt

Edda Seidl-Reiters Markenzeichen sind die gedrehten Fäden, die all ihre Werke durchziehen. Der textile Ausdruck im Sprachgebrauch verleitete sie schließlich auch zur Anlage einer Textilkartei, zu finden in ihrem Buch „Alles ist Weben“.
Edda Seidl-Reiter ist eine vielseitige Künstlerin, deren Experimentierfreudigkeit sich in ihren Werken widerspiegelt. Der Bogen spannt sich von Fotostickereien (Märchen mit wichtigen oder ihr bekannten Persönlichkeiten), der künstlerischen Be- und Überarbeitung einer Brucknermesse, Verwendung von Maisblättern in Bildern, der Kreation von Schmuck und Messgewändern, verweben von Objekten (z. B. ein Biedermeiertor), einem Netz zur Begrünung einer Feuermauer im 6. Wiener Gemeindebezirk bis hin zu ihren bekannten Gobelins und Bildern. Auch „traditionelle“ biblische Darstellungen wie z. B. der Kreuzweg beschäftigen die Künstlerin. Bereits sehr früh konnte sie einige Werke in die USA verkaufen. So wanderten beispielsweise zwei Arbeiten zur Los Angeles Times und deren Druckerei. Weitere wichtige Arbeiten der Künstlerin befinden sind in der UNO City in Wien sowie am Standesamt in Julbach (in Form eines Hochzeitsteppichs).

## Ausstellungen
Zahlreiche Ausstellungen im In- und Ausland (Belgien, Brasilien, Deutschland, Frankreich, Italien, Japan, Polen, Schweden, Schweiz, Slowakei, Tschechien, Ungarn, und USA)

## Auszeichnungen
- 1977: Theodor-Körner-Preis
- 1992: Goldene Medaille des Wiener Künstlerhauses[3]
- 2010: Kulturmedaille des Landes Oberösterreich
- 2010: Goldener Lorbeer des Wiener Künstlerhauses

Sie gründete 1997 mit ihrem Mann Erwin Reiter den St.-Anna-Preis, der an Personen aus Oberösterreich, Bayern oder Tschechien verliehen wurde, die sich besonders für die Kunst in diesen Landesteilen eingesetzt haben.

## Mitgliedschaften
Edda Seidl-Reiters großes Engagement zeigt sich auch in ihren zahlreichen Mitgliedschaften:
U.a. BPW (Business and Professional Women), DGPA (Deutschsprachige Gesellschaft für Psychopathologie des Ausdrucks), IG bildende Kunst, Intakt, Heimatverein Julbach, Künstlergilde Gmunden, Wiener Künstlerhaus, Linzer Künstlervereinigung Maerz, Kunstforum Salzkammergut, NMWA (National Museum of Women in the Arts) Washington, Verein Kunst Julbach

## Bücher
- Alles ist Weben. Tapisserien, Ideen, Objekte und Projekte 1957–1987. Böhlau, Wien 1988, ISBN 3-205-05080-0
- Juiwegga Dudn. Das Mühlviertel in seiner Sprache. Bibliothek der Provinz, Weitra 2002, ISBN 3-85252-499-7
- Viaggio Nell´Urbano. Edition Grenzgänger, Folge 30, Linz 2000, ISBN 3-901246-21-5